# 寬帶鏢鱸
寬帶鏢鱸為輻鰭魚綱鱸形目鱸亞目河鱸科的其中一種，分布於美國密西根湖、密西西比河、Wabash河等流域，體長可達7.8公分，棲息在水流快速、岩石底質的溪流，屬肉食性，以水生昆蟲、橈腳類等為食。